# 구야시 공산주의
구야시 공산주의(헝가리어: gulyáskommunizmus)는 카다르 야노시가 재임 기간 동안 펼친 현실사회주의 정책을 뜻한다. 카다르주의(헝가리어: kádárizmus)나 냉장고 사회주의(헝가리어: fridzsiderszocializmusnak)라고도 불린다. 이 정책을 통해 헝가리 인민공화국은 국민들에게 높은 생활 수준을 제공했고, 헝가리에 문화적 자유를 조성했다.
구야시 공산주의를 통해 헝가리 사회노동당은 정통적인 마르크스-레닌주의 원칙에서 이탈했고 보다 실용적인 정책을 표방하게 되었다. 구야시 공산주의의 명칭은 헝가리의  전통음식인 구야시에서 유래되었으며, 구야시처럼 다채로운 일상을 제공하겠다는 포부를 담고 있었다.

## 개요
구야시 공산주의는 라코시 마차시와 헝가리 노동인민당 정부의 강경 스탈린주의와 결별하며 복지 국가 이론에 따라 높은 수준의 복지와 저렴한 물가, 평등권, 현대화를 제공해 헝가리인들의 생활 방식의 변화를 발생시켰다. 특히 1960년대 초부터 사상 검열은 완전히 폐지되었고, 언론, 결사, 집회의 자유가 허용되며 헝가리 역사상 최초로 인권이라는 개념이 크게 발전하였다.
1956년 헝가리 혁명으로 탄생한 카다르 야노시 정권은 마르크스-레닌주의 정부가 국민의 생활 수준을 낮춰서는 안된다는 사실을 알았고, 공산주의에 대한 보다 실용적인 접근법을 채택하였다.
정부 인사들은 또한 비간섭주의를 주장했는데 이 덕분에 헝가리는 프라하의 봄 사태의 광풍에서 벗어나 '동구권에서 가장 행복한 막사'로 불리게 되었다.

## 향수
헝가리 인민공화국이 붕괴된 이후 경제가 악화되고 생활 수준이 급격히 떨어지면서 많은 헝가리 시민들의 생활수준이 위협받았고, 구야시 공산주의에 대한 향수가 일어났다. 구야시 공산주의에 대한 향수는 헝가리 노동당에 대한 지지로 이어지기도 했다. 2020년 부다페스트 시민들을 대상으로 실시한 여론조사에 따르면 오늘날 헝가리 시민들의 60%는 카다르 정권 치하에서 행복했다고 답했다.